# アルモノグイ州

アルモノグイ州

アルモノグイ州（アルモノグイしゅう、英語：state of Ngeremlengui）は、パラオ共和国の州の一つ。

## 概要
バベルダオブ島西側に位置し、パラオの首都であるマルキョク州の西に隣接する。他にもガラスマオ州、ガスパン州、オギワル州、エサール州にも隣接する。州内をガルミスカン川が流れているため土地が肥沃で、日本統治時代には南洋拓殖の拓殖移民事業の一環として「朝日村」「大和村」という日本人村が存在していた。
人口は350人で、州都はImeongである。パラオ16州の中で面積が最大の州である。